# 3. Infanterie-Brigade (Deutsches Kaiserreich)
Die 3. Infanterie-Brigade war ein Großverband der Preußischen Armee.

## Geschichte
Die 3. Infanterie-Brigade wurde zum 1. April 1897 als 73. Infanterie-Brigade in Königsberg im Zusammenhang mit der Erweiterung der preußischen Armee um 16 Infanterie-Brigaden aufgestellt. Zum 1. April 1902 wurde sie in 3. Infanterie-Brigade umbenannt und war bis 1899 Teil der 1. Division mit Standort in Königsberg, die dem I. Armee-Korps zugeordnet war. Von 1899 bis zum Kriegsende gehörte sie zur 2. Division in Insterburg.

### Standorte
- 1897 bis 1898 Königsberg
- 1899 bis 1918 Rastenburg

### Gliederung
1897 bis 1899
- Infanterie-Regiment Nr. 146
- Infanterie-Regiment Nr. 147

1899 bis 1902
- Grenadier-Regiment „König Friedrich der Große“ (3. Ostpreußisches) Nr. 4
- Infanterie-Regiment Freiherr Hiller von Gaertringen (4. Posensches) Nr. 59

1902 bis 1914
- Grenadier-Regiment König Friedrich der Grosse (3. Ostpreußisches) Nr. 4
- Infanterie-Regiment Graf Dönhoff (7. Ostpreußisches) Nr. 44

Kriegsgliederung bei Mobilmachung 1914
- Wie vorher. Vom 12. Januar bis zum 18. Januar 1917 war der Brigade das Infanterie-Regiment Nr. 426 zugeordnet.

Kriegsgliederung 1918
- Grenadier-Regiment Nr. 4
- Füsilier-Regiment Nr. 33
- Infanterie-Regiment Nr. 4

### Erster Weltkrieg
Mit der Mobilmachung im August 1914 musste die Brigade das Brigade Ersatz Bataillon 3 aufstellen und kam im Verband der 2. Division zunächst bis Anfang Februar 1917 an der Ostfront und anschließend bis zum Kriegsende
an der Westfront zum Einsatz.
Zu den Kampfhandlungen, Gefechten und Schlachten siehe Kampfgeschehen der 2. Division.

## Brigadekommandeure
| Name                                     | Datum                                 |
| ---------------------------------------- | ------------------------------------- |
| Georg von Roques                         | 1. April 1897 bis 1899                |
| Gustav von Rex                           | 1899 bis 1901                         |
| Helmrich von Elgott                      | 1901 bis 21. März 1902                |
| Oskar Wunderlich                         | 22. März 1902 bis 19. März 1905       |
| Heinrich Pollier                         | 20. März 1905 bis 20. März 1908       |
| Max von Bahrfeldt                        | 21. März 1908 bis 20. April 1911      |
| Otto Schumann                            | 21. April 1911 bis 16. Februar 1914   |
| Theodor Mengelbier                       | 17. Februar 1914 bis 17. April 1915   |
| Carl Buchholtz                           | 18. April 1915 bis 16. Dezember 1917  |
| Gustav Faelligen                         | 17. Dezember 1917 bis 29. August 1918 |
| Friedrich Wilhelm Paul Albert von Massow | 30. August 1918 bis Kriegsende        |
| Max Weicke                               | 18. Januar 1919 (Demobilisierung)     |

## Brigadeführer
- Oberst Hermann von Balcke: vom 28. August 1918 bis 30. Oktober 1918

## Stellvertretender Brigadekommandeure
- Gustav Sommer: vom 2. August 1914 bis 1915
- Erich von Platen: 1915/1916
- Ernst Schönfeld: vom 26. Oktober 1916 bis 1917
- Carl Maaß: 1917/1918